# Helmuth Duckadam
Helmuth Duckadam, född 1 april 1959 i Semlac i Arad, död 2 december 2024 i Bukarest, var en rumänsk professionell fotbollsmålvakt.
Duckadam har blivit känd som straffräddare efter segern med Steaua Bukarest i europacupfinalen mot FC Barcelona 1986. Duckadam räddade samtliga fyra straffar och blev stor matchhjälte. FC Steaua Bukarest var det första östeuropeiska lag att ta hem Europas största klubblagsturnering Europacupen för mästarlag, dagens UEFA Champions League. Kort efter finalsegern tvingades Duckadam avsluta karriären på grund av sjukdom. Duckadam spelade 2 A-landskamper för Rumänien. Duckadam hade tyska rötter som Donauschwab i Rumänien.